# Камберланд Сентер (Мејн)
Камберланд Сентер (енгл. Cumberland Center) насељено је место без административног статуса у америчкој савезној држави Мејн.

## Демографија
По попису из 2010. године број становника је 2.499, што је 97 (-3,7%) становника мање него 2000. године.
| Група             | 2000.         | 2010.         |
| Белци             | 2.561 (98,7%) | 2.418 (96,8%) |
| Афроамериканци    | 4 (0,2%)      | 12 (0,5%)     |
| Азијати           | 11 (0,4%)     | 12 (0,5%)     |
| Хиспаноамериканци | 11 (0,4%)     | 25 (1,0%)     |
| Укупно            | 2.596         | 2.499         |